# Papilio laglaizei
Espèce
Papilio laglaizei est une espèce de lépidoptères (papillons) de la famille des Papilionidae. L'espèce vit sur les îles de Nouvelle-Guinée, Waigeo et sur les îles Aru.

## Description

### Imago
L'imago mesure fait entre 8 et 11 cm d'envergure. Les deux sexes sont similaires mais la femelle est plus grande que le mâle.
À l'avers les ailes sont marron foncé. L'aile antérieure porte une bande transversale vert-bleu pâle ainsi qu'une série de macules de même couleur près de l'apex. L'aire basale est bleue irisée. L'aile postérieure est prolongée par une queue assez courte, blanche avec une macule noire à l'extrémité. L'aire basale est bleue irisée. Le reste de l'aile est vert-bleue pâle, avec une série de macules noires submarginales.
Au revers l'aile antérieure est marron foncé à l'apex et dans la partie marginale, avec une petite bande blanchâtre près de l'apex. Le reste de l'aile est bleu-vert pâle, avec une mince bande noire transversale vers le milieu de l'aile et une macule noire à l'extrémité de la cellule. L'aile postérieure est blanchâtre, tirant sur le vert. Elle porte une série de macules noires submarginales et une série de macules jaune orangée submarginales, chacune surmontée d'un trait noir et surmontant une lunule noire. Il y a en outre une macule orange près de la marge intérieure.
Le corps est noir au-dessus et blanc crème en-dessous, avec des bandes noires.

L'espèce imite l'apparence d'Alcidis agathyrsus, un lépidoptère diurne de la famille des Uraniidae.

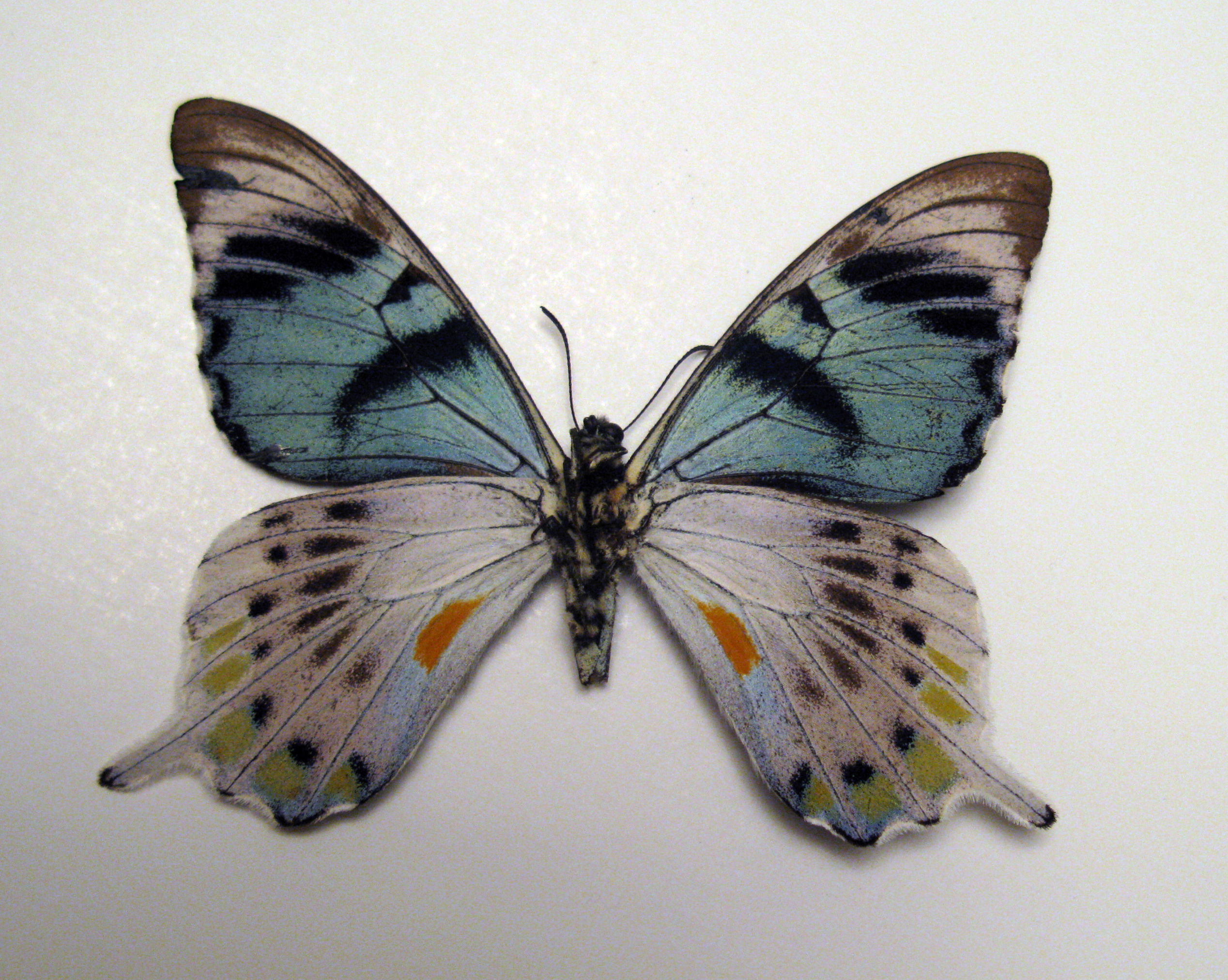
Papilio laglaizei mâle, revers.
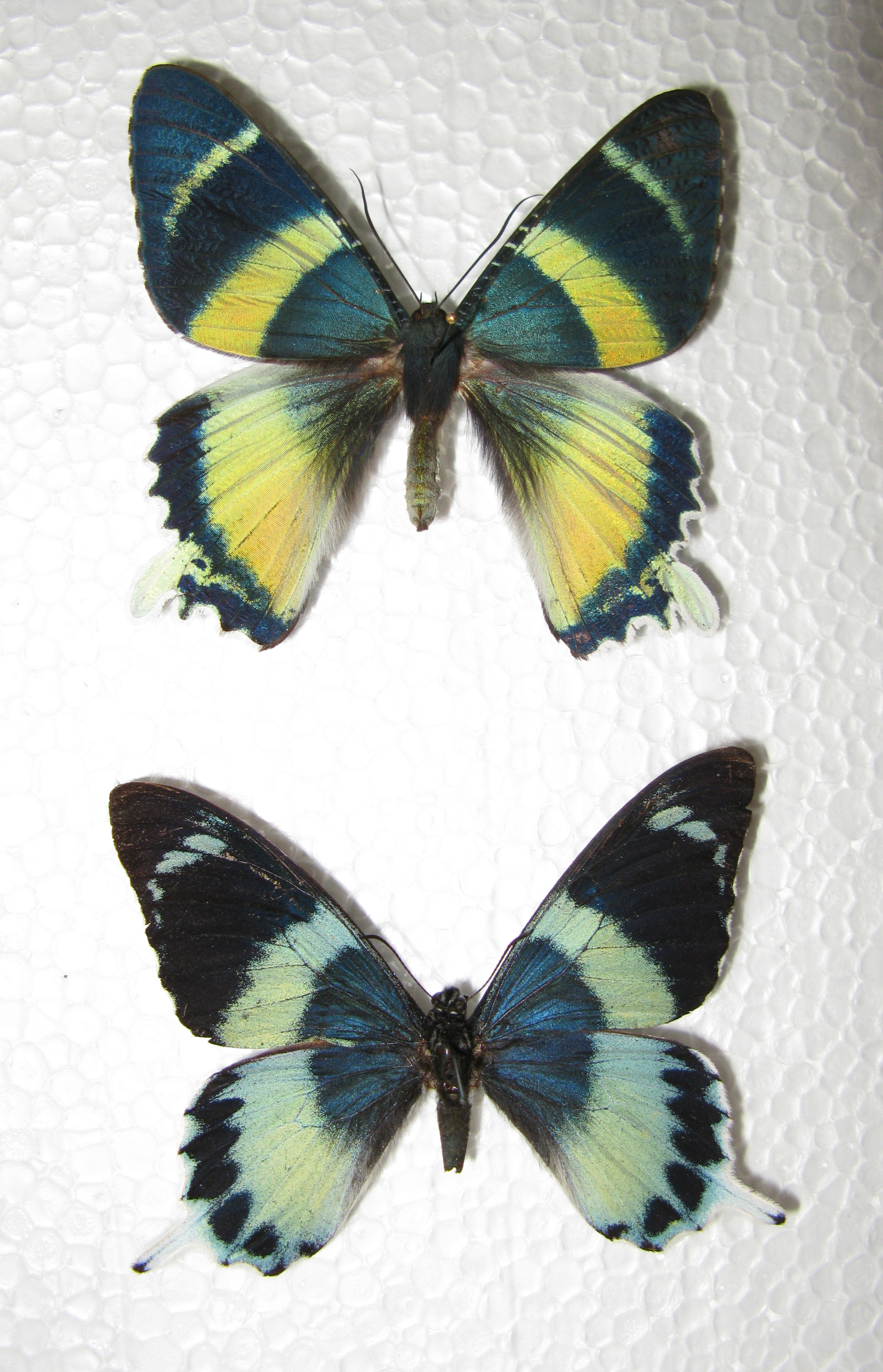
Alcidis agathyrsus (en haut) et Papilio laglaizei (en bas).

### Juvéniles
Les oeufs sont déposés en rangée parallèle sur le revers des feuilles, par paquet pouvant compter jusqu'à 500 oeufs. Ils sont jaune orangés, avec des lignes rouge brun et mesurent 0,9 mm de diamètre. 
Au premier stade les chenilles sont vert bronze, avec la tête et le prothorax noir. Le corps porte deux rangées de protubérances noires, chacune portant un poil avec un point blanc à la base. 
Au deuxième et troisième stade elles deviennent brun clair, avec la tête, le prothorax et les pattes noires, et des rangées de points blancs supplémentaires apparaissent sur les flancs et le dos. 
Au quatrième stade de larges bandes noires apparaissent. Au cinquième stade les chenilles ont une couleur de fond marron terne à marron rougeâtre. Les segments postérieurs sont noirs avec deux points blancs sur le dos et des lignes blanches sur les flancs. Le reste du corps porte des protubérances noires sur le dos et les flancs, avec un point blanc chez certains individus, et des anneaux noirs portant des points blancs. La chenille atteint alors 74 mm de long.
La chrysalide est jaune avec le ventre noir et des motifs noirs et marron. Elle est attachée à son support par son crémaster et maintenue tête en haut par une ceinture de soie. 

## Écologie
La femelle dépose ses œufs en rangée parallèle sur le revers des feuilles de la plante-hôte, par paquet pouvant compter jusqu'à 500 oeufs. Cette espèce utilise comme plante-hôte des plantes du genre Litsea, notamment Litsea irianensis.
Les chenilles se nourrissent des feuilles de la plante-hôte et sont grégaires à tous les stades. Comme toutes les espèces de Papilionidés les chenilles portent derrière la tête un osmeterium, vert chez cette espèce, organe fourchu qu'elles déploient pour faire fuir les prédateurs. 
Le premier stade dure 4-5 jours, le deuxième 4 jours, le troisième 5 jours, le quatrième 4-5 jours, le dernier 6-7 jours. La phase de pré-nymphose dure 2 jours et la nymphose dure 14-16 jours. 
Les mâles volent haut et de manière erratique. ils sont territoriaux et chassent tout animal volant qui entre sur leur territoire. Les femelles volent plus lentement. Les deux sexes se nourrissent du nectar des fleurs.

## Habitat et répartition
Papilio laglaizei est présent en Indonésie (Nouvelle-Guinée occidentale, Waigeo et Aru) et en Papouasie-Nouvelle-Guinée, dans l'écozone australasienne. Elle vit jusqu'à 1500 m d'altitude, et idéalement entre 500 et 1200 m. 

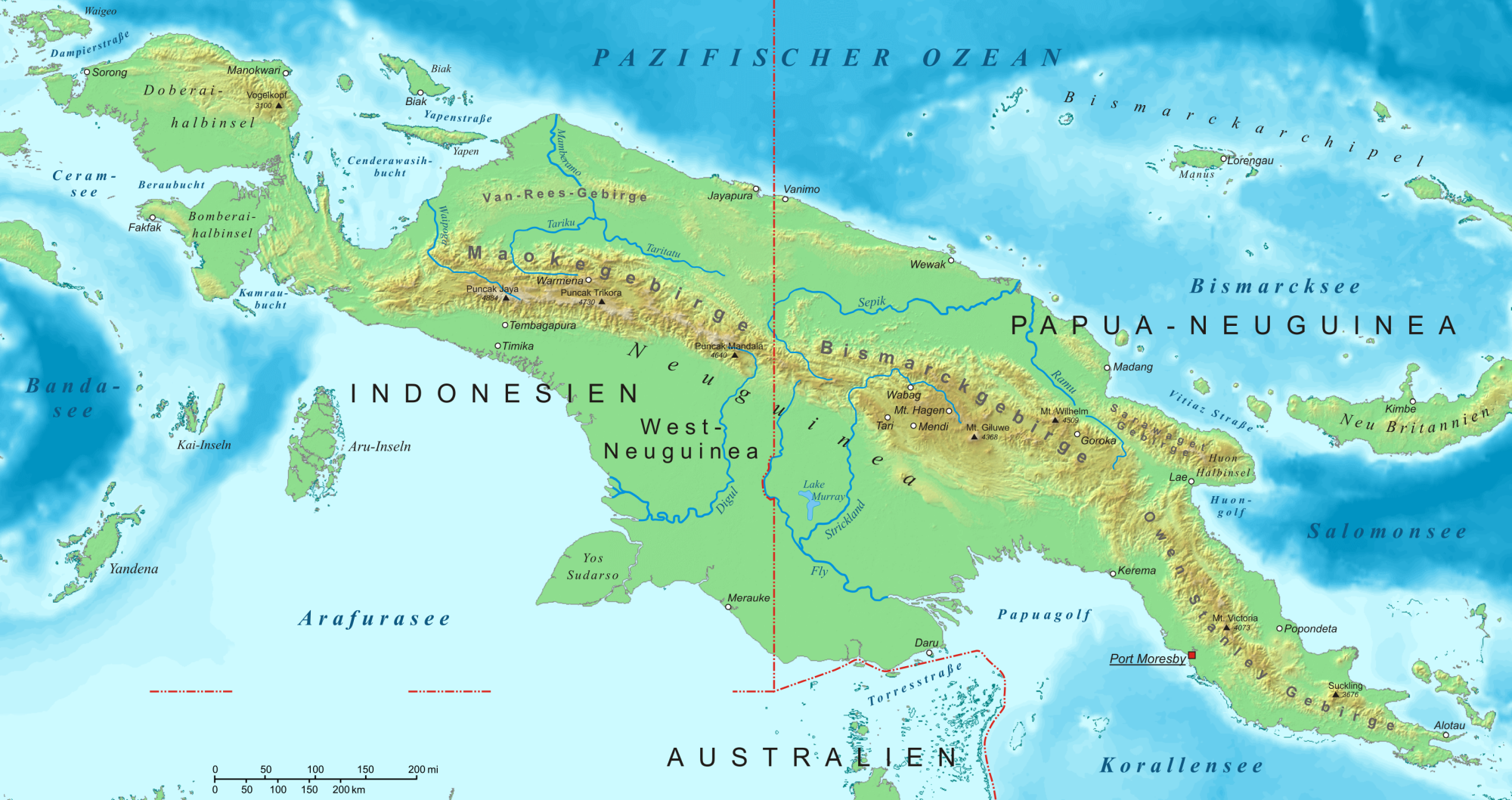
Carte de l'île de Nouvelle-Guinée et des îles environnantes.

## Systématique
Papilio laglaizei a été décrit pour la première fois par Louis Marie Alphonse Depuiset en 1877 dans les Annales de la Société entomologique de France, à partir d'un spécimen femelle. L'espèce a été nommée en l'honneur de Léon Laglaize, naturaliste, qui avait rapporté l'holotype de Nouvelle-Guinée.

## Papilio laglaizeiet l'Homme

### Menaces et conservations
Papilio laglaizei n'est pas évalué par l'UICN. Son statut est inconnu. En 1985 l'espèce était considérée comme localisée mais non menacée.